# 雷諾一世 (勃艮第)
雷諾一世（986年—1057年9月3日），勃艮第伯爵，1026年至1057年在位。

## 家庭
1016年，雷諾一世與諾曼第公爵理查二世的女兒艾莉絲結婚，兩人共有三個兒子：
1. 威廉一世（1020年—1087年）
2. 居伊
3. 于格